# ورخنه‌چرکولوو
ورخنه‌چرکولوو (انگلیسی: Verkhnecherekulevo) یک شهرک در شهرستان ایلیشفسکی استان باشقیرستان کشور روسیه است.